# 大城大楼
大城大楼是一部中国共产党建党百年献礼片，該片由上海电影（集团）有限公司出品，张建亚擔任监制、谢鸣晓擔任导演、何晴擔任编剧，陈奕龙、李媛、佟瑞欣、李晓峰等參演。該片講述的是以上海陆家嘴上海中心為背景的一對90後青年男女故事，其中還涉及上海中心內的中共黨建。該片於2021年1月11日在上海中心開機，2021年7月23日上映。